# Провулок Військоматський (Хмельницький)
Військоматський провулок — провулок, розташований у центральній частині міста Хмельницький. Пролягає від вулиці Героїв Маріуполя до вулиці Олексія Скоблі. Поруч розташовується Майдан Незалежності.

## Історія
Виник на початку XX століття після завершення спорудження Олексіївського реального училища (1904 рік), від якого отримав першу назву — Реальний провулок. У 1936 році перейменований на Військоматський — від відділів Проскурівського військкомату, що колись тут розташувалися (нині в тих приміщеннях обласне управління МВС).